# Störmer-számok
A matematikában Störmer-számoknak nevezik azokat a pozitív egész n számokat, amikre teljesül, hogy az n2 + 1 legnagyobb prímosztója nagyobb vagy egyenlő, mint 2n.
A számok névadója Carl Störmer norvég geofizikus, matematikus.
Az első néhány Störmer-szám: 1, 2, 4, 5, 6, 9, 10, 11, 12, 14, 15, 16, 19, 20 stb. (OEIS-azonosítójuk A005528). Végtelen sok ilyen szám van, ennek bebizonyítása John Todd angol származású amerikai matematikus nevéhez fűződik.
A Störmer-számok kapcsolatban vannak a Gregory-számok ({\displaystyle G_{a/b}=\arctan {\frac {b}{a}}}) felírásának problémájával. Ezek előállíthatóak mint speciális, egész indexű {\displaystyle G_{n}=\arctan {\frac {1}{n}}} alakú speciális Gregory-számok - tehát egységtört argumentumú árkusz tangensek - összegeként;  a {\displaystyle G_{a/b}} Gregory-szám úgy bontható fel, hogy az a+bi alakú Gauss-egészeket ismételten {\displaystyle n\pm i} alakú Gauss-egészekkel szorozgatjuk, mígnem a bi képzetes részből minden p prímtényező kiesik; itt az {\displaystyle n}-ek a Störmer-számok közül választandóak, úgy, hogy {\displaystyle n^{2}+1} osztható legyen {\displaystyle p}-vel.

## Fordítás
Ez a szócikk részben vagy egészben  a   Størmer number című angol Wikipédia-szócikk fordításán alapul.  Az eredeti cikk szerkesztőit annak laptörténete sorolja fel. Ez a jelzés csupán a megfogalmazás eredetét és a szerzői jogokat jelzi, nem szolgál a cikkben szereplő információk forrásmegjelöléseként.